# Alina Ciurescu
Alina Ciurescu (ur. 1982 w Sebeș) – rumuńska kajakarka, uczestniczka igrzysk olimpijskich w Atenach.

## Życiorys
Uczęszczała do LIiceul Teoretic „Traian Lalescu” Orsova. Trenować zaczęła w 1996 roku w klubie CSS Orsova, a w latach 2000-2004 w Dinamo București. Zdobyła dwa medale w Mistrzostwach Europy w kajakarstwie: srebrny w 2002 roku i złoty w 2004 roku. Oba w wyścigach czwórek na 1000 m.
Wzięła udział w Letnich  Igrzyskach Olimpijskich w Atenach w 2004 roku. Do udziału w Igrzyskach przygotowywali ją Ivan Potzaichin i  Scoica Florin.